# Глазне
Глазне е река в Южна България, област Благоевград, общини Банско и Разлог, десен приток на река Изток от басейна на Места. Дължината ѝ е 11 км (заедно с дясната съставяща я река Демяница 24,6 км).
Река Глазне се образува от сливането на двете съставящи я реки Бъндерица (13 км, лява съставяща) и Демяница (13,6 км, дясна съставяща) на 1063 м н.в, до крайните южни квартали на град Банско. За начало се приема река Демяница, която води началото си от Голямото езеро (на 2280 м н.в., 41°42′41″ с. ш. 23°28′46″ и. д. / 41.711389° с. ш. 23.479444° и. д.), най-голямото от Валявишките езера в Пирин. Река Демяница тече право на север в много дълбока трогова долина, със стръмни склонове и силно залесена. След като се съедини с идващата отляво река Бъндерица новообразуваната река Глазне протича през западната част на град Банско и пресича от юг на север Разложката котловина. Западно от село Баня реката завива на североизток и се влива отдясно в река Изток (десен приток на Места), на 771 м н.в., на 1,2 км североизточно от село Баня.
Площта на водосборния басейн на реката е 119 км2, което представлява 3,89% от водосборния басейн на река Места. основни притоци са реките Малка Глазне и Конушица, вливащи се отдясно.
Река Глазне е със сравнително неравномерен отток, като средногодишният отток при село Баня е 2,03 m3/s, с максимум през май-юни и минимум – септември. При топенето на снеговете през юни може да надхвърли 30 m3/s (рекордната отчетена стойност е 35,8). Въпреки това река Глазне рядко прелива и не предизвиква наводнения, тъй като бреговете ѝ са добре укрепени с водозащитни диги в Разложката котловина. По-значителни наводнения е предизвиквала през 1957 и през 2007 г. Среден наклон на течението 62‰.
Единственото населено място по течението на реката е град Банско.
В долното течение, в Разложката котловина водите и се използват за напояване.

## Етимология
Името Глазне произхожда от изчезналото българско съответствие на полското głaz, камък, къс скала, тоест името на реката е паралелно на Каменица, каменна река.

## Топографска карта
- Лист от карта K-34-83. Мащаб: 1 : 100 000.
- Лист от карта K-34-84. Мащаб: 1 : 100 000.